# Iku comics
Iku comics est une maison d'édition française créée en juin 2006 par Renaud Dayen, Raphael Pennes et Soleil Productions, spécialisée dans la publication de mangas de type hentai.
En 2013, la maison d'édition est liquidée par Soleil Productions.

## Mangas édités (titres en arrêt de commercialisation)
- Air Heads
- Evergreen
- Rouge Passion
- Yellow Hearts
- Le Journal intime de Sakura (jusqu'au tome 13)